# Велика глушина
Велика глушина (англ. The Great Alone) — напівавтобіографічний роман американської письменниці Крістін Генни, що вийшов у видавництві St. Martin's Press 2018 року. Історія розповідає про переїзд родини Олбрайтів у пустелю Аляски та виклики, з якими вони там стикаються.

## Розвиток
Назва «Велика глушина» є посиланням на вірш Роберта В. Сервіса «Розстріл Дена Макґрю». Генна називає свою сім’ю, політику 1970-х років і культуру Аляски джерелами натхнення для цього роману.
Спочатку Генна написала цілий чернетковий варіант трилера, у якому ті самі персонажі намагалися розкрити злочин, що стався в минулому, але під час редагування залишила лише антураж Аляски 1970-х років. Потім почала писати роман від першої особи оповідача-підлітка.

## Прийняття
Роман «Велика глушина» провів чотири тижні під номером один у списку бестселерів художньої літератури The New York Times у 2018 році і два тижні під номером один у списку бестселерів у твердій палітурці Los Angeles Times. Роман посів 17 місце в списку 100 найпродаваніших книжок за підсумками 2018 року за версією USA Today. Книжка здобула нагороду за найкращу історичну прозу на Goodreads Choice Awards 2018. Станом на 2021 рік у США роман розійшовся тиражем у два мільйони примірників.
Загалом роман отримав позитивні відгуки критиків. Роман отримав схвальні рецензії із зірковими оцінками Publishers Weekly та Kirkus Reviews. Toronto Star високо оцінила його «співчутливий, багатогранний портрет “викривленого кохання”, яке виникає внаслідок домашнього насильства, а також способи, за допомогою яких жінки дають раду з таким знущанням». The Star Tribune зазначила, що Генна «створила атмосферу гнітючої параної та прихованого насильства, яка змушує серце битися частіше. Очікувані сюжетні повороти розгортаються несподівано». Проте Джанет Маслін з The New York Times розкритикувала роман, назвавши його «зворушливою історією, написаною на межі стилю молодіжної літератури, що поєднує важкі випробування з відтінками надмірно сентиментальної романтики». Рон Чарльз із The Washington Post  зауважив, що «слабкі сторони роману «Велика глушина» зазвичай маскуються його драматичним і часто емоційним сюжетом».

## Переклад українською
2024 року видавництво «Рідна мова» опублікувало український переклад роману у серії «Великий роман РМ». Перекладачі — Анастасія Дудченко, Дмитро Стельмах.

## Екранізація
Перед публікацією книги Variety оголосив, що Sony TriStar Pictures попередньо придбала права на екранізацію роману «Велика глушина», де Елізабет Кантільон з компанії Cantillon і Лаура Квіксілвер будуть продюсерками, а Джулія Кокс — сценаристкою.